# Wengenhausen (Markt Indersdorf)
Wengenhausen ist ein Ortsteil des Marktes Markt Indersdorf, der circa 47 Kilometer nordwestlich von München im oberbayerischen Landkreis Dachau liegt.

## Geschichte
1491 wird die Einöde Wengenhausen in den Büchern von Kloster Indersdorf erwähnt als „Wenger-Gütl zu Pettenbach“. Grundherr war 1760 die Kirche von Weichs. Die Gerichtsbarkeit lag zu dieser Zeit bei der Hofmark Indersdorf. 1855 brannte der Hof ab. 1856 und 1861 werden zwei Anwesen gebaut.